# Vicia eriocarpa
Vicia eriocarpa é uma espécie de planta com flor pertencente à família Fabaceae. 
A autoridade científica da espécie é (Hausskn.) Halácsy, tendo sido publicada em Conspectus Florae Graecae 1: 489. 1900.

## Portugal
Trata-se de uma espécie presente no território português, nomeadamente em Portugal Continental.
Em termos de naturalidade é nativa da região atrás indicada.

## Protecção
Não se encontra protegida por legislação portuguesa ou da Comunidade Europeia.